# MRM2
MRM2 (англ. Mitochondrial rRNA methyltransferase 2) – білок, який кодується однойменним геном, розташованим у людей на 7-й хромосомі. Довжина поліпептидного ланцюга білка становить 246 амінокислот, а молекулярна маса — 27 424.
| 10         |  | 20         |  | 30         |  | 40         |  | 50         |
| ---------- |  | ---------- |  | ---------- |  | ---------- |  | ---------- |
| MAGYLKLVCV |  | SFQRQGFHTV |  | GSRCKNRTGA |  | EHLWLTRHLR |  | DPFVKAAKVE |
| SYRCRSAFKL |  | LEVNERHQIL |  | RPGLRVLDCG |  | AAPGAWSQVA |  | VQKVNAAGTD |
| PSSPVGFVLG |  | VDLLHIFPLE |  | GATFLCPADV |  | TDPRTSQRIL |  | EVLPGRRADV |
| ILSDMAPNAT |  | GFRDLDHDRL |  | ISLCLTLLSV |  | TPDILQPGGT |  | FLCKTWAGSQ |
| SRRLQRRLTE |  | EFQNVRIIKP |  | EASRKESSEV |  | YFLATQYHGR |  | KGTVKQ     |

A: Аланін

C: Цистеїн

D: Аспарагінова кислота

E: Глутамінова кислота

F: Фенілаланін

G: Гліцин

H: Гістидин

I: Ізолейцин

K: Лізин

L: Лейцин

M: Метіонін

N: Аспарагін

P: Пролін

Q: Глутамін

R: Аргінін

S: Серин

T: Треонін

V: Валін

W: Триптофан

Кодований геном білок за функціями належить до трансфераз, метилтрансфераз. 
Задіяний у такому біологічному процесі, як процесинг рРНК. 
Білок має сайт для зв'язування з S-аденозил-L-метіоніном. 
Локалізований у мітохондрії.